# 1457
Il 1457 (MCDLVII in numeri romani) è un anno  del XV secolo.

## Eventi
- Marsilio Ficino scrive il trattato De voluptate.
- Muore Ladislao il Postumo in un contesto reso complicato dall'avanzata turca in Europa orientale.
- Viene fondata la città di Tokyo in Giappone (all'epoca era la città di Edo)

## Nati
- 14 gennaio - Giovanni della Rovere, condottiero e politico italiano († 1501)
- 18 gennaio - Antonio Trivulzio, cardinale e vescovo cattolico italiano († 1508)
- 28 gennaio - Enrico VII d'Inghilterra, re britannico († 1509)
- 2 febbraio - Pietro Martire d'Anghiera, storico italiano († 1526)
- 5 febbraio - Stefana Quinzani, religiosa italiana († 1530)
- 13 febbraio - Maria di Borgogna, duchessa († 1482)
- 27 marzo - Juan de Aragón, politico spagnolo († 1528)
- 28 luglio - Jacopo Sannazaro, poeta e umanista italiano († 1530)
- 21 settembre - Edvige Jagellone, principessa polacca († 1502)
- 16 novembre - Beatrice d'Aragona, sovrana († 1508)
- Ginevra de' Benci, nobildonna italiana († 1521)
- Giannotto Berardi, mercante italiano († 1495)
- Jean Bourdichon, pittore e miniatore francese († 1521)
- Pietro di Domenico da Siena, pittore italiano († 1506)
- Lucantonio Giunti, editore e tipografo italiano († 1538)
- Richard Grey, politico inglese († 1483)
- Filippino Lippi, pittore italiano († 1504)
- Simone del Pollaiolo, architetto, scultore e disegnatore italiano († 1508)
- Thomas West, VIII barone De La Warr, nobile britannico († 1525)
- Giovanni Zebellana, scultore e intagliatore italiano († 1504)
- Alfonso I del Carretto, nobile italiano († 1516)

## Morti
- 12 gennaio - Jacopo Foscari, nobiluomo italiano
- 12 gennaio - Pietro del Monte, giurista, umanista e vescovo cattolico italiano
- 17 gennaio - Giovanni d'Anagni, giurista e presbitero italiano
- 5 febbraio - Rolando il Magnifico, condottiero e politico italiano (n. 1393)
- 15 febbraio - Emanuele Appiano, nobile (n. 1380)
- 14 marzo - Jingtai, imperatore cinese (n. 1428)
- 28 aprile - Bartolomeo Visconti, vescovo cattolico italiano (n. 1402)
- 3 maggio - Irene Cantacuzena, principessa bizantina (n. 1400)
- 22 maggio - Rita da Cascia, religiosa italiana (n. 1381)
- 25 giugno - Guiduccia da Correggio, nobildonna italiana (n. 1399)
- 4 luglio - Rinaldo Piscicello, cardinale e arcivescovo cattolico italiano (n. 1414)
- 19 luglio - Goharshad, regina persiana
- 27 luglio - Gentile Brancaleoni, duchessa (n. 1416)
- 1º agosto - Lorenzo Valla, umanista, filologo classico e scrittore italiano (n. 1407)
- 12 settembre - Gabriele Sforza, arcivescovo cattolico italiano (n. 1423)
- 22 settembre - Pietro II di Bretagna, nobile francese (n. 1418)
- 3 ottobre - Giampietro da Lucca, letterato italiano
- 6 ottobre - Marco di Bartolomeo Rustici, orafo e miniatore italiano
- 7 ottobre - Giovanni di Coimbra, principe portoghese (n. 1431)
- 1º novembre - Francesco Foscari, doge (n. 1373)
- 3 novembre - Ludovico II di Württemberg-Urach, conte tedesco (n. 1439)
- 17 novembre - Danjong di Joseon, re coreano (n. 1441)
- 23 novembre - Ladislao il Postumo, sovrano (n. 1440)
- 27 novembre - Neri di Gino Capponi, politico italiano (n. 1388)
- Andrea del Castagno, pittore italiano (n. 1421)
- Basinio Basini, umanista e poeta italiano (n. 1425)
- Bartolomeo Facio, storico, scrittore e umanista italiano
- Giovanni di Friburgo, nobile svizzero (n. 1396)
- Giovanni dal Ponte, pittore italiano (n. 1385)
- László Hunyadi, politico ungherese (n. 1433)
- Mariotto di Cristofano, pittore italiano
- Abul-Qasim Babur Mirza, sovrano turkmeno
- Catalano di Monaco, monegasco (n. 1415)
- Francesco Pandone, nobile e condottiero italiano (n. 1384)
- Bartolomeo Perestrello, navigatore e esploratore portoghese
- Pesellino, pittore e miniatore italiano
- Angelo Sanfelice, vescovo cattolico italiano
- Giorgio Visconti Aicardi, condottiero italiano

## Calendario
| Calendario 1457 | Calendario 1457 | Calendario 1457 | Calendario 1457 | Calendario 1457 | Calendario 1457 | Calendario 1457 | Calendario 1457 | Calendario 1457 | Calendario 1457 | Calendario 1457 | Calendario 1457 | Calendario 1457 | Calendario 1457 | Calendario 1457 | Calendario 1457 | Calendario 1457 | Calendario 1457 | Calendario 1457 | Calendario 1457 | Calendario 1457 | Calendario 1457 | Calendario 1457 | Calendario 1457 | Calendario 1457 | Calendario 1457 | Calendario 1457 | Calendario 1457 | Calendario 1457 | Calendario 1457 | Calendario 1457 | Calendario 1457 | Calendario 1457 |
| --------------- | --------------- | --------------- | --------------- | --------------- | --------------- | --------------- | --------------- | --------------- | --------------- | --------------- | --------------- | --------------- | --------------- | --------------- | --------------- | --------------- | --------------- | --------------- | --------------- | --------------- | --------------- | --------------- | --------------- | --------------- | --------------- | --------------- | --------------- | --------------- | --------------- | --------------- | --------------- | --------------- |
|                 | 1               | 2               | 3               | 4               | 5               | 6               | 7               | 8               | 9               | 10              | 11              | 12              | 13              | 14              | 15              | 16              | 17              | 18              | 19              | 20              | 21              | 22              | 23              | 24              | 25              | 26              | 27              | 28              | 29              | 30              | 31              |                 |
| Gennaio         | Sa              | Do              | Lu              | Ma              | Me              | Gi              | Ve              | Sa              | Do              | Lu              | Ma              | Me              | Gi              | Ve              | Sa              | Do              | Lu              | Ma              | Me              | Gi              | Ve              | Sa              | Do              | Lu              | Ma              | Me              | Gi              | Ve              | Sa              | Do              | Lu              |                 |
| Febbraio        | Ma              | Me              | Gi              | Ve              | Sa              | Do              | Lu              | Ma              | Me              | Gi              | Ve              | Sa              | Do              | Lu              | Ma              | Me              | Gi              | Ve              | Sa              | Do              | Lu              | Ma              | Me              | Gi              | Ve              | Sa              | Do              | Lu              |                 |                 |                 |                 |
| Marzo           | Ma              | Me              | Gi              | Ve              | Sa              | Do              | Lu              | Ma              | Me              | Gi              | Ve              | Sa              | Do              | Lu              | Ma              | Me              | Gi              | Ve              | Sa              | Do              | Lu              | Ma              | Me              | Gi              | Ve              | Sa              | Do              | Lu              | Ma              | Me              | Gi              |                 |
| Aprile          | Ve              | Sa              | Do              | Lu              | Ma              | Me              | Gi              | Ve              | Sa              | Do              | Lu              | Ma              | Me              | Gi              | Ve              | Sa              | Do              | Lu              | Ma              | Me              | Gi              | Ve              | Sa              | Do              | Lu              | Ma              | Me              | Gi              | Ve              | Sa              |                 |                 |
| Maggio          | Do              | Lu              | Ma              | Me              | Gi              | Ve              | Sa              | Do              | Lu              | Ma              | Me              | Gi              | Ve              | Sa              | Do              | Lu              | Ma              | Me              | Gi              | Ve              | Sa              | Do              | Lu              | Ma              | Me              | Gi              | Ve              | Sa              | Do              | Lu              | Ma              |                 |
| Giugno          | Me              | Gi              | Ve              | Sa              | Do              | Lu              | Ma              | Me              | Gi              | Ve              | Sa              | Do              | Lu              | Ma              | Me              | Gi              | Ve              | Sa              | Do              | Lu              | Ma              | Me              | Gi              | Ve              | Sa              | Do              | Lu              | Ma              | Me              | Gi              |                 |                 |
| Luglio          | Ve              | Sa              | Do              | Lu              | Ma              | Me              | Gi              | Ve              | Sa              | Do              | Lu              | Ma              | Me              | Gi              | Ve              | Sa              | Do              | Lu              | Ma              | Me              | Gi              | Ve              | Sa              | Do              | Lu              | Ma              | Me              | Gi              | Ve              | Sa              | Do              |                 |
| Agosto          | Lu              | Ma              | Me              | Gi              | Ve              | Sa              | Do              | Lu              | Ma              | Me              | Gi              | Ve              | Sa              | Do              | Lu              | Ma              | Me              | Gi              | Ve              | Sa              | Do              | Lu              | Ma              | Me              | Gi              | Ve              | Sa              | Do              | Lu              | Ma              | Me              |                 |
| Settembre       | Gi              | Ve              | Sa              | Do              | Lu              | Ma              | Me              | Gi              | Ve              | Sa              | Do              | Lu              | Ma              | Me              | Gi              | Ve              | Sa              | Do              | Lu              | Ma              | Me              | Gi              | Ve              | Sa              | Do              | Lu              | Ma              | Me              | Gi              | Ve              |                 |                 |
| Ottobre         | Sa              | Do              | Lu              | Ma              | Me              | Gi              | Ve              | Sa              | Do              | Lu              | Ma              | Me              | Gi              | Ve              | Sa              | Do              | Lu              | Ma              | Me              | Gi              | Ve              | Sa              | Do              | Lu              | Ma              | Me              | Gi              | Ve              | Sa              | Do              | Lu              |                 |
| Novembre        | Ma              | Me              | Gi              | Ve              | Sa              | Do              | Lu              | Ma              | Me              | Gi              | Ve              | Sa              | Do              | Lu              | Ma              | Me              | Gi              | Ve              | Sa              | Do              | Lu              | Ma              | Me              | Gi              | Ve              | Sa              | Do              | Lu              | Ma              | Me              |                 |                 |
| Dicembre        | Gi              | Ve              | Sa              | Do              | Lu              | Ma              | Me              | Gi              | Ve              | Sa              | Do              | Lu              | Ma              | Me              | Gi              | Ve              | Sa              | Do              | Lu              | Ma              | Me              | Gi              | Ve              | Sa              | Do              | Lu              | Ma              | Me              | Gi              | Ve              | Sa              |                 |